# Karl-Heinz Kreienbaum
Karl-Heinz Kreienbaum (* 29. April 1915 in Hamburg; † 16. Oktober 2002 in Schleswig) war ein deutscher Schauspieler und Hörspielsprecher. Bundesweit bekannt wurde er vor allem durch seine über 200 Rollen am Hamburger Ohnsorg-Theater.

## Leben und Werk
Nach einer kaufmännischen Lehre bei einem Schiffsmakler nahm er beim damaligen Intendanten des Thalia-Theaters, Willy Maertens, Schauspielunterricht. Sein erstes Theaterengagement hatte er von 1936 bis 1938 am Landestheater in Neuss. Von 1938 bis 1945 war er Soldat und wurde dreimal verwundet.
Nach Kriegsende kehrte Kreienbaum 1946 an der Jungen Bühne Hamburg zu seinem Schauspielerberuf zurück. 1947/48 stand er am Thalia Theater unter Vertrag, bis er 1949 von Hans Mahler als freier Schauspieler im Drama Dat Spill vun den rieken Mann seine erste Rolle am Ohnsorg-Theater erhielt.
1954 spielte er in der ersten Fernsehübertragung aus dem Ohnsorg-Theater an der Seite von Walter Scherau, Heidi Kabel, Otto Lüthje und Hilde Sicks in Seine Majestät Gustav Krause. Weitere Auftritte wie In Luv und Lee die Liebe (1961) mit Walter Scherau und Hans Mahler, Opa wird verkauft (1961) mit Henry Vahl, Heinz Lanker und Erna Raupach-Petersen, Gastwirt Goebel und Die Königin von Honolulu (1966) jeweils mit Otto Lüthje und Erna Raupach-Petersen, Zwei Kisten Rum (1968) mit Hilde Sicks und Otto Lüthje, Die Kartenlegerin (1968) mit Heidi Kabel und Edgar Bessen, Liebe Verwandtschaft (1975) mit Jochen Schenck und Christa Wehling, Mutter ist die Beste (Das Fenster zum Flur) (1981) mit Heidi Kabel, Heidi Mahler und Jasper Vogt oder Gute Nacht, Frau Engel (1983) mit Heidi Kabel, Werner Riepel und Christa Wehling folgten u. a. in den nächsten Jahren in der Reihe der Fernsehaufzeichnungen. Auch spielte er den König Lear in einer niederdeutschen Adaption am Ohnsorgtheater.
Seit 1956 gehörte Kreienbaum zum festen Ensemble der niederdeutschen Bühne. Er schrieb für das Ohnsorg-Theater die Stücke De hillige Grotmudder (1970) und Oh, Hannes, wat'n Geld (1977). Im Jahr 1999 feierte er sein 50-jähriges Ohnsorg-Jubiläum. Er spielte dabei die Rolle des Hinnerk Bullerdiek in Herr in't Huus bün ick. Sein letzter Theaterauftritt war in der Spielzeit 2001/2002 als Käpt'n Mewes in De gollen Anker. Karl-Heinz Kreienbaum wirkte in zahlreichen Filmen und Fernsehspielen mit. Außerdem war er Sprecher in vielen Hörfunksendungen, so z. B. im Schulfunk (Neues aus Waldhagen), und hielt Vorträge in niederdeutscher Sprache.

## Werke
- Nix as Theater! Verlag Michael Jung, Kiel 1986. ISBN 3-923525-37-0
- Stüer alltieds rechten Kurs. Plattdeutsche Kurzgeschichten to'n Smustergrienen Verlag Michael Jung, Kiel 1994. ISBN 3-92352-550-8
- Wenn dat Nödigen denn keen Enn hett ... Verlag Michael Jung, Kiel 1995. ISBN 3-92959-614-8

## Filmografie (Auswahl)
- 1954: Geständnis unter vier Augen
- 1955: Die Mädels vom Immenhof
- 1955: Unternehmen Schlafsack
- 1956: Skandal um Dr. Vlimmen
- 1957: Lemkes sel. Witwe
- 1957: Glücksritter
- 1958: Unruhige Nacht
- 1958: Das Mädchen mit den Katzenaugen
- 1958: Stahlnetz: Die Tote im Hafenbecken
- 1959: Nacht fiel über Gotenhafen
- 1959: Der Mann, der sich verkaufte
- 1959: Der lustige Krieg des Hauptmann Pedro
- 1960: Das hab’ ich in Paris gelernt
- 1960: Die Bande des Schreckens – Edgar-Wallace-Film
- 1961: Opa wird verkauft
- 1961: Bis zum Ende aller Tage
- 1961: Der Teufel spielte Balalaika
- 1962: Schweinskomödie
- 1962: Verrat auf Befehl (The Counterfeit Traitor) ungenannt
- 1964: Hafenpolizei – Die Polizei – dein Freund und Helfer
- 1964: Stahlnetz: Strandkorb 421
- 1965: Der Fall Harry Domela
- 1965: Die eigenen vier Wände
- 1965: Gestatten, mein Name ist Cox – Jedes Geschäft hat sein Risiko
- 1966: Die Königin von Honolulu
- 1966: Hafenpolizei – Schlangenjagd
- 1966: Die Gentlemen bitten zur Kasse
- 1966: Polizeifunk ruft
- 1967: Landarzt Dr. Brock
- 1967: Stunde der Nachtigallen
- 1967: Großer Mann – was nun?
- 1968: Anker auf und Leinen los!
- 1969: Percy Stuart
- 1970: Maximilian von Mexiko (Fernsehspiel)
- 1972: Hamburg Transit – Irma 526
- 1972: Kleinstadtbahnhof (Jens Holgen)
- 1974: Die Rache der Ostfriesen (Bauer Jan Harms)
- 1974: Hamburg Transit – Der 7. Kanal
- 1976: Die Hinrichtung
- 1976: Wenn der Hahn kräht
- 1977: Aus dem Logbuch der Peter Petersen
- 1978: Onkel Bräsig (Fernsehserie, 1 Episode 13)
- 1979: St. Pauli-Landungsbrücken (Fernsehserie, eine Folge)
- 1981: Mutter ist die Beste (Das Fenster zum Flur)
- 1981: Der Schatz des Priamos
- 1981: Der Fuchs von Övelgönne – Lotse im Nebel
- 1982: Die Fischer von Moorhövd
- 1983: Der Lorbeerkranz
- 1984: Tiere und Menschen
- 1985: Hallo Oma
- 1987: Große Kinder, große Sorgen
- 1987: Der Landarzt (Fernsehserie, eine Folge)
- 1988: Die Männer vom K3 – Schützenfest
- 1989: Die Männer vom K3 – Der Mann im Dunkeln
- 1990: Das späte Glück
- 1990: Das Erbe der Guldenburgs
- 1991: Ein Heim für Tiere (Fernsehserie, eine Folge)
- 1992: Großstadtrevier – Der Neue
- 1992: Die Männer vom K3 – Zu hoch gepokert
- 1992–1997: Freunde fürs Leben
- 1992: Sylter Geschichten
- 1997: Stubbe – Von Fall zu Fall – Stubbe und Elli
- 1999: Drei mit Herz – Hochzeit mit Hindernissen
- 1999: Holstein Lovers
- 2002: Großstadtrevier – Auf schmalem Grat

## Hörspiele

### Als Regisseur
- 1971: De Slankheitskur – Autor: Jep Nissen Andersen
- 1973: To laat? – Autorin: Hildegard Kühl

### Als Sprecher
- 1948: Der Fall Axel Petersen – Regie: Ludwig Cremer
- 1949: Dr. Jekyll und Mr. Hyde – Regie: Gustav Burmester
- 1949: Restlos bezahlt – Regie: Fritz Schröder-Jahn
- 1949: Sternschnuppen – Regie: Gustav Burmester
- 1950: Ein Tag wie morgen – Regie: Fritz Schröder-Jahn
- 1950: Fridtjof Nansen – Regie: Curt Becker
- 1951: Stern der Meere – Regie: Gustav Burmester
- 1951: Segeln – ein Sport für Männer – Regie: Rudi Fisch
- 1951: Wir bauen unsern Kohl – Regie: Rudi Fisch
- 1952: Das kommt nicht wieder! – Regie: Hans Freundt
- 1952: Der Hund, der nicht 'nein' sagen konnte – Regie: Hans Gertberg
- 1952: Das Gericht zieht sich zur Beratung zurück (Folge: Der weiße Magier) – Regie: Gerd Fricke
- 1953: Das Gericht zieht sich zur Beratung zurück (Folge: Der Kuß in der Gartenlaube) – Regie: Gerd Fricke
- 1953: Geert Jensen söcht den Minschen – Regie: Günter Jansen
- 1953: Hinterm Deich – Regie: Günter Jansen
- 1953: Nu kümmt de Storm – Regie: Günter Jansen
- 1954: Hemmingstedt – Regie: Günter Jansen
- 1954: Harten ünner'n Hamer – Regie: Hans Tügel
- 1954: Dat Hörrohr – Regie: Günter Jansen
- 1954: Nächtliche Begegnung – Regie: Fritz Schröder-Jahn
- 1955: Der Nigger auf Scharhörn – Regie: Kurt Reiss
- 1955: Gesucht wird Heinrich Wächter – Regie: S. O. Wagner
- 1955: De frömde Fro – Regie: Hans Tügel
- 1955: Bleekesand – Regie: Eberhard Freudenberg
- 1955: Alleen laten – Regie: Günter Jansen
- 1956: Den Düwel sin Aflegger – Regie: Günter Jansen
- 1956: De Börgermeister vun Lütten-Bramdörp – Regie: Hans Tügel
- 1956: Äwer de Grenz – Regie: Günter Jansen
- 1956: De vun'n Weg afkümmt – Regie: Hans Tügel
- 1956: De Stern achter de Wulken – Regie: Günter Jansen
- 1956: De Appelboom in'n Hoff – Regie: Günter Jansen
- 1956: Südamerikan'sche Wull – Regie: Günter Jansen
- 1957: Dat Wunnerkind – Regie: Günter Jansen
- 1957: Pythagoras ward'n Kerl – Regie: Günter Jansen
- 1957: Die Furcht hat große Augen – Regie: Gustav Burmester
- 1957: Klocken vun güntsiet – Regie: Hans Tügel
- 1957: Paragraf een: "De Minsch" – Regie: Günter Jansen
- 1957: To froh un to last – Regie: Günter Jansen
- 1957: De grote Fahrt – Regie: Günter Jansen
- 1957: Leege Lüd – Regie: Günter Jansen
- 1957: Stött di nich an de Nees, Hannes – Regie: Günter Jansen
- 1957: Kaspar Troll – Regie: Hans Tügel
- 1957: Pinkerton – Regie: Günter Jansen
- 1957: Die Barker-Gang (aus der Reihe: Die Jagd nach dem Täter) – Regie: S. O. Wagner
- 1958: Kopfgeld – Regie: Fritz Schröder-Jahn
- 1958: De Doden sünd dod – Regie: Hans Tügel
- 1958: Kattengold – Regie: Hans Tügel
- 1958: Merkur über Hamburg – Regie: Hans Tügel
- 1958: Pythagoras ward 'n Keerl – Regie: Günter Jansen
- 1958: Pott will heiraten (niederdeutsche Version von Die Heirat von Nikolai Gogol) – Regie: Hans Tügel
- 1959: De Strohwitwer – Regie: Otto Lüthje
- 1959: Dat Licht – Regie: Hans Tügel
- 1959: Der Prozeß der Jeanne d’Arc zu Rouen – Regie: Hans Lietzau
- 1959: Der Doktor und die Teufel (1. Teil) – Regie: Fritz Schröder-Jahn
- 1959: De Börgermeister vun Lütten-Bramdörp – Regie: Hans Mahler
- 1959: De Dannboom ward doch brenn – Regie: Heinz Lanker
- 1959: Friedensvertrag – Regie: Ludwig Cremer
- 1960: An'e Eck von de Melkstroot – Regie: Rudolf Beiswanger
- 1960: Bott för de Doden – Regie: Hans Tügel
- 1960: Dat Nettelkrut – Regie: Hans Mahler
- 1961: Bootsmann Bünger – Regie: Günther Siegmund
- 1961: Een Handbreet wieder ... – Regie: Rudolf Beiswanger
- 1961: Homunkula – Regie: Heinz Lanker
- 1961: Der zertrümmerte Aschenbecher (aus der Reihe: Die Jagd nach dem Täter) – Regie: S. O. Wagner
- 1961: Ünner de Klock – Regie: Otto Lüthje
- 1962: Hanna un de teihn PS – Regie: Hans Robert Helms
- 1962: Carsten Curator – Regie: Hans Mahler
- 1962: Dat letzt vull Glas – Regie: Hans Tügel
- 1962: Keen Platz in't Hus – Regie: Rudolf Beiswanger
- 1962: De sanfte Kehl´ (auch: Die sanfte Kehle) – Regie: Bernd Wiegmann
- 1962: Dat Düvelsspill – Regie: Hans Tügel
- 1962: Weg un Umweg – Regie: Heini Kaufeld
- 1962: Besöök op Mettenwarft – Regie: Otto Lüthje
- 1962: Von´t Peerd steegen – Regie: Ivo Braak
- 1962: De Straat langs.... – Regie: Hans Robert Helms
- 1962: Den Eenen sien Uhl – Regie: Walter Bäumer
- 1963:  Dat Andenken – Regie: Walter Bäumer
- 1963: De Soot – Regie: Friedrich Schütter
- 1963: Dreemal kort: Ick frei mi! – Regie: Hans-Jürgen Ott
- 1963: De trurige GmbH – Regie: Rudolf Beiswanger
- 1963: Schipp op Strand – Regie: Günther Siegmund
- 1963: Stille Hochtied – Regie: Heinz Lanker
- 1963: De verloren Wiehnachtssteern – Regie: Günther Siegmund
- 1964: Söbenthein Sack Kaffee – Regie: Heini Kaufeld
- 1964: De Dintenfisch – Regie: Hermann Lenschau
- 1964: Reinke de Voss – Regie: Friedrich Schütter
- 1964: De Seelenwanderung – Regie: Günther Siegmund
- 1964: Nix as Theater – Regie: Heini Kaufeld
- 1964: Dat gefährliche Öller – Regie: Rudolf Beiswanger
- 1964: Dat Protokoll – Regie: Hans Tügel
- 1964: Schatten op'n Weg – Regie: Heinz Lanker
- 1964: Schalterdeenst – Regie: Curt Timm
- 1965: Cilli Cohrs – Regie: Curt Timm
- 1965: Besök von gistern – Regie: Hans Robert Helms
- 1965: De Deef – Regie: Hans Tügel
- 1965: Dat Schattenspeel – Regie: Heini Kaufeld
- 1965: Sophie 7 – Regie: Rudolf Beiswanger
- 1965: Een leegen Hannel – Regie: Hans Tügel
- 1965: Kramer Kray – Regie: Günther Siegmund
- 1965: Kristoffer Kolumbus – Regie: Rudolf Beiswanger
- 1965: Inske – Regie: Jutta Zech, Friedrich Schütter
- 1965: De 100. Geburtsdag – Regie: Otto Lüthje
- 1965: De Klockenslag – Regie: Rudolf Beiswanger
- 1965: Aufstand der Fahrräder – Regie: Fritz Schröder-Jahn
- 1966: De Börgermeisterstohl – Regie: Heinz Lanker
- 1966: König Augias – Regie: Günther Siegmund
- 1966: Dat Lock in de Gerechtigkeit – Regie: Hans Tügel
- 1966: Een Deern vun veertig – Regie: Friedrich Schütter
- 1966: Steen op'n Weg – Regie: Heinz Lanker
- 1966: Thees Grott sien leven Gott – Regie: Günther Siegmund
- 1966: An'n Krüzweg – Regie: Walter Bäumer
- 1966: Dat Sympathiemiddel – Regie: Curt Timm
- 1966: Palmarum Sössteihn – Regie: Curt Timm
- 1966: De Duppelkur – Regie: Heinz Lanker
- 1966: Frömde Fro an Bord – Bearbeitung und Regie: Günther Siegmund
- 1967: De Nixenkomödie – Regie: Hermann Lenschau
- 1967: De Düppler Sturmmarsch – Regie: Hans Tügel
- 1967: De mit dat Teken – Regie: Curt Timm
- 1967: Freerk Ulenga – Regie: Wolfgang Harprecht
- 1967: De Luftballon – Regie: Rudolf Beiswanger
- 1967: De Arvschopp – Regie: Günter Jansen
- 1967: Dat weer de Nachtigall, de sung – Regie: Curt Timm
- 1967: Op Düwels Schuvkaar – Regie: Hans Tügel
- 1967: Pastorale 67 – Regie: Fritz Schröder-Jahn
- 1968: De Narr – Regie: Curt Timm
- 1968: De Lüd vun Norderstrand – Regie: Heini Kaufeld
- 1968: Bargenstedter Beer – Regie: Rudolf Beiswanger
- 1968: De Proov – Regie: Rudolf Beiswanger
- 1968: Seils in'e Nacht (Eine Störtebekerkomödie von Hans Leip) – Regie: Heinz Lanker
- 1968: Vergeten will Kriemhilde nich – Regie: Curt Timm
- 1968: Bericht über die Pest in London, erstattet von Bürgern der Stadt, die im Jahre 1665, zwischen Mai und November, daran zugrunde gingen – Regie: Heinz von Cramer
- 1968: Schipp ahn Haben – Regie: Hans Robert Helms
- 1968: To laat – Regie: Heinz Lanker
- 1968: Dat Testament – Regie: Rudolf Beiswanger
- 1969: Anstahn – Regie: Curt Timm
- 1969: Tobbie – Regie: Walter Bäumer
- 1969: ... un syne Frau – Regie: Rudolf Beiswanger
- 1969: Dat niege Klavier – Regie: Hans Tügel
- 1969: Aflopen Water – Regie: Curt Timm
- 1969: Stah op un gah – Regie: Walter Bäumer
- 1969: Nawerslüüd – Regie: Günter Siegmund
- 1969: Hans Nüms – Regie: Marion Böttcher, Gertrud Niemitz, Curt Timm
- 1970: Elkeen för sick – Regie: Jochen Schenck
- 1970: De Weltünnergang – Regie: Curt Timm
- 1970: Dat Testamentexamen – Regie: Heinz Lanker
- 1970: Dat Patentrezept – Regie: Hans Tügel
- 1970: De Lindenbööm – Regie: Günther Siegmund
- 1970: Een plietschen Hannel – Regie: Rudolf Beiswanger
- 1971: Twee linke Hannen – Regie: Günther Siegmund
- 1971: De Brillantring – Regie: Rudolf Beiswanger
- 1971: Fenna Onnen – Regie: Jochen Schenck
- 1971: Dat klort op – Regie: Hans-Jürgen Ott
- 1971: Rebbel dat Bettlaken op – Regie: Günter Jansen
- 1972: Lehrjohrn – Regie: Rudolf Beiswanger
- 1972: Op de Ledder – Regie: Curt Timm
- 1972: Trallen – Regie: Jochen Rathmann
- 1972: Lanterne – Regie: Heinz Lanker
- 1972: Alpenland un Waterkant – Regie: Rudolf Beiswanger
- 1972: Kurzhörspiele (Der Friedensvertrag - -Das große Experiment) – Regie: Nicht angegeben
- 1972: De Wiehnachtsgoos – Regie: Günter Jansen
- 1973: Haben Sie Hitler gesehen? – Regie: Hans Gerd Krogmann
- 1973: Söken – Regie: Walter Bäumer
- 1973: Gift – Regie: Hermann Lenschau
- 1973: Een Engel is kommen – Regie: Jochen Schenck
- 1977: Bloss eenmol in't Joahr – Regie: Curt Timm
- 1979: As de Eskimos den Globus nich mehr dreihen – und de Meckelnborgers Revolutschon maken wullen – Regie: Walter A. Kreye
- 1979: Freeheit för Korl Spaddel – Regie: Jochen Schenck
- 1981: Klassentreffen – Regie: Jochen Schütt
- 1986: De Tjalk "Preziosa" – Regie: Claus Boysen
- 1988: Ehr dat to laat is – Regie: Michael Leinert
- 1988: Gott un de Welt – Regie: Wolf Rahtjen
- 2000: Breef an Sandra – Regie: Frank Grupe